# Podgorni (Krymsk, Krasnodar)
Podgorni (del ruso: Подгорный) es un jútor del raión de Krymsk del krai de Krasnodar, en Rusia. Está situado en las vertientes septentrionales del extremo de poniente del Cáucaso Occidental, en la orilla derecha del río Kudako, afluente del Adagum, de la cuenca del Kubán, 15 km al noroeste de Krymsk y 95 km al oeste de Krasnodar. No tenía población constante en 2010
Pertenece al municipio Moldavanskoye.